# K-cel
Entero-endocriene K-cellen scheiden naast glucoseafhankelijk insulinotropisch polypeptiden (GIP) uit, een incretine, die ook de triglyceridenopslag bevordert. ook het peptide xenine uit.
K-cellen worden voornamelijk aangetroffen in de twaalfvingerige darm, maar komen ook voor in de nuchtere darm.
De hoeveelheid K-cellen kan toenemen door een vetrijk dieet en obesitas en correleert over het algemeen met celplasma-GIP-niveaus. Transgene muizen, die zijn gemanipuleerd om insuline te produceren uit K-cellen, kregen geen diabetes die wordt veroorzaakt door een bètaceltoxine. K-cellen en GIP spelen samen een belangrijke rol bij gezondheid en ziekte.